# Battaglia di Friburgo
La battaglia di Friburgo, anche nota come battaglia dei tre giorni, ebbe luogo nel Baden-Württemberg, il 3, 5 e 9 agosto del 1644, durante la fase francese della Guerra dei trent'anni. Vide coinvolti l'esercito francese, al comando di Luigi II di Borbone-Condé e del Visconte di Turenne, e quello cattolico, bavarese, al comando di Franz von Mercy.
I francesi tentavano di riconquistare le posizioni perdute lungo il fiume Reno, dove il barone von Mercy aveva catturato la fortezza di Friburgo il 28 luglio. Lo scontro avvenne presso la città e si risolse in una serie di assalti frontali portati dai francesi in tre giorni distinti contro le postazioni trincerate delle truppe bavaresi; alla fine i cattolici furono scacciati dalle loro difese e costretti a ritirarsi, ma a un prezzo molto alto per gli attaccanti; la battaglia si rivelò infatti tra le più sanguinose dell'intera guerra, con circa 8 000 perdite tra gli attaccanti e 2 500 circa tra i difensori.